# Grand-Lahou (departement)
Grand-Lahou är ett departement i Elfenbenskusten. Det ligger i regionen Grands-Ponts, i den södra delen av landet, 160 km söder om huvudstaden Yamoussoukro.